# Casa medieval

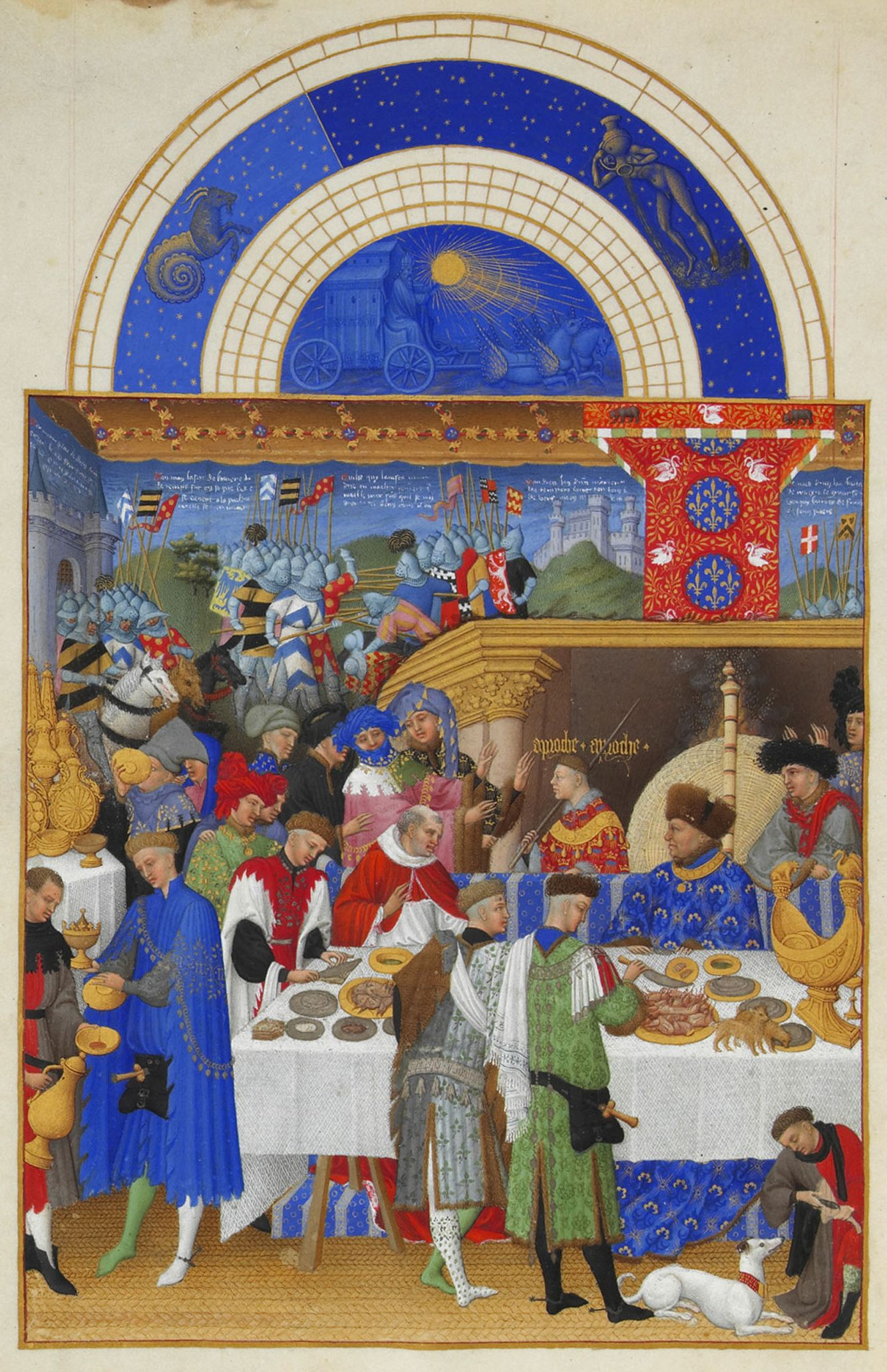
Juan I de Berry, Duke of Berry disfrutando de una gran comida. El duque se encuentra sentado en la mesa vestido de azul y rodeado de numerosos sirvientes, invitados y dependientes. Ilustración de Las muy ricas horas del Duque de Berry, hacia 1410.

La casa medieval era, como los hogares modernos, el centro de la vida familiar para todas las clases de la sociedad europea. Sin embargo, en contraste con el hogar de hoy en día, consistía en muchos más individuos que la familia nuclear. Desde la casa del rey hasta la más humilde vivienda campesina, parientes más o menos lejanos y un número variable de sirvientes y dependientes cohabitaban con el amo de la casa y su familia inmediata. La estructura de la casa medieval se disolvió en gran parte por el advenimiento de la privacidad en la Europa moderna temprana.
Las variaciones fueron inmensas en todo un continente y un lapso de tiempo de unos 1000 años. Sin embargo, todavía es posible hablar de un modelo clásico de la casa medieval, particularmente como evolucionó en la Francia carolingia y desde allí se extendió por grandes partes de Europa.

## Hogares aristocráticos

### Antecedentes históricos
Ni el griego ni el latín tenían una palabra que correspondiera a la «familia» de hoy en día. La familia latina debe ser traducida como «hogar» en lugar de «familia». La casa aristocrática de la antigua Roma era similar a la de la Europa medieval, en el sentido de que consistía — además de las pater familias, su esposa e hijos — en un número de clients dependientes del señor que los atendía, aconsejaba y recibía recompensas. La diferencia con su equivalente medieval radicaba en el uso de esclavos en lugar de sirvientes remunerados para el desempeño de tareas serviles. Otra diferencia era que, debido a la relativa seguridad y tranquilidad dentro de las fronteras del Imperio romano, había poca necesidad de fortificación. La casa aristocrática de la Europa medieval, por otra parte, era tanto una unidad militar como socioeconómica, y a partir del siglo IX la residencia ideal era el castillo.

### Composición
Como resultado de la naturaleza militar de la casa noble medieval, su composición era predominantemente masculina. Hacia el final del período medieval la proporción se niveló un poco, pero en una fecha anterior el elemento femenino de la casa consistía únicamente en la dama y sus hijas, sus ayudantes, y tal vez algunas empleadas domésticas para realizar tareas particulares como el lavado. Muchos de los sirvientes masculinos eran puramente militares; habría un esquire, así como varios números de caballeros y escuderos para guarnecer el castillo como una unidad militar, pero muchos de ellos también trabajarían en otras funciones, y habría sirvientes enteramente dedicados a las tareas domésticas. En el nivel inferior, eran simplemente hombres locales reclutados en las poblaciones. Los puestos de nivel superior —en particular los que atendían al señor— eran a menudo ocupados por hombres de rango: hijos de los parientes del señor, o su séquito.
La presencia de sirvientes de noble cuna imponía a la casa una jerarquía social que era paralela a la jerarquía dictada por la función. Esta segunda jerarquía tenía en su cúspide al mayordomo —alternativamente senescal o mayordomo de palacio—, que tenía la responsabilidad primordial de los asuntos domésticos de la casa. Cuidando del bienestar
personal del señor y su familia estaban el chambelán, que era responsable de la cámara o de la habitación privada, y el maestro del ropero, que tenía la responsabilidad principal de la ropa y otros artículos domésticos.
De casi la misma autoridad que el mayordomo era el mariscal. Este oficial tenía la responsabilidad militar vital de los establos y caballos de la casa, y también estaba a cargo de la disciplina. El mariscal, y otros sirvientes de mayor rango, tenían asistentes que les ayudaban a realizar sus tareas. Eran los llamados valets de cámara, mozos de cuadra o pajes, clasificados de arriba abajo en ese orden y en su mayoría jóvenes muchachos, aunque en las grandes cortes reales el valet de chambres incluía tanto a jóvenes cortesanos nobles, como a menudo a artistas, músicos y otros especialistas que podían ser de renombre internacional. Asignarles el cargo de valet era una forma de regularizar su posición dentro de la casa.
Una de las funciones más importantes de la casa medieval era la obtención, almacenamiento y preparación de alimentos. Esto consistía tanto en alimentar a los ocupantes de la residencia diariamente, como en preparar grandes banquetes para los invitados, para mantener el estatus de señor. La cocina se dividía en una despensa —para el pan, el queso y la ropa de mesa— y una bodega —para el vino, la cerveza y ale—. Estas partes estaban dirigidas por un panadero y un mayordomo respectivamente. Dependiendo del tamaño y la riqueza de la casa, estas dependencias se subdividieron más adelante. La siguiente es una lista de algunas de los habitáculos que uno podía esperar encontrar en una gran casa aristocrática o real medieval:
Además de estas dependencias, se necesitaban sirvientes que se ocuparan de los animales de caza. El maestro cazador, ocupaba una posición central en las grandes casas nobles. Asimismo, el maestro halconero era un oficial de alto rango, a menudo de origen noble. Había necesidades espirituales que atender, y una capilla era una parte natural de cada casa grande. Estas capillas de la casa estarían atendidas por un número variable de clérigos. Los capellanes, confesores y limosneros podían servir en las capacidades administrativas así como en las religiosas.

### Hogares nobles
Las casas de los reyes medievales, eran en muchos sentidos, simplemente casas aristocráticas a mayor escala: como el cronista de la corte de Borgoña, Georges Chastellain, observó de la espléndida corte de los duques de Borgoña, «después de los actos y hazañas de la guerra, que son reclamos de gloria, la casa es lo primero que llama la atención, y que es, por lo tanto, más necesario llevar a cabo y organizar bien». Una gran diferencia era la forma en que los funcionarios de la casa real que eran en gran medida responsables del gobierno del reino, así como de la administración de la casa.
Los reyes de Francia del siglo XI, por ejemplo, «gobernaban a través de oficiales reales que eran en muchos aspectos indistinguibles de sus oficiales de la casa». Estos oficiales —principalmente el senescal, el alguacil, el mayordomo, el chambelán y el canciller— obtenían naturalmente amplios poderes, y podían explotar este poder para el progreso social. Un ejemplo de esto es el de la dinastía carolingia de Francia, que se elevaron de la posición de mayordomos reales —los mayordomos de palacio— para convertirse en reyes por derecho propio. Fue el padre de Carlomagno, Pipino el Breve, quien obtuvo el control del gobierno del debilitado rey merovingio Childerico III. Otro ejemplo se puede encontrar en la casa de Estuardo en Escocia, cuyo apellido dio testimonio de sus antecedentes de servicio.
Con el tiempo, las posiciones centrales de la casa real se convirtieron en poco más que títulos honoríficos otorgados a las familias más grandes, y no necesariamente dependientes de la asistencia a la corte. En Flandes, en el siglo XIII, los cargos de alguacil, mayordomo, mayordomo de palacio y chambelán se habían convertido en el derecho hereditario de ciertas familias nobles, y no tenían importancia política.
Finalmente, la casa real se diferenciaba de la mayoría de las casas nobles en el tamaño de su elemento militar. Si un rey era capaz de reunir una fuerza sustancial de caballeros de la casa, esto reduciría su dependencia del servicio militar de sus súbditos. Este fue el caso de Ricardo II de Inglaterra, cuya dependencia unilateral de sus caballeros de la casa —en su mayoría reclutados del condado de Cheshire— le hizo impopular entre su nobleza y finalmente contribuyó a su caída.
En Inglaterra, la casa semi-real de Eduardo de Carnarvon, más tarde Eduardo II cuando era Príncipe de Gales, es la primera para la que se puede obtener un conocimiento detallado de las fuentes.

### Itinerancia
La casa aristocrática medieval no estaba fijada en un lugar, sino que podía estar más o menos permanentemente en movimiento. Los grandes nobles tenían propiedades dispersas en grandes áreas geográficas, y para mantener un control adecuado de todas sus posesiones era importante inspeccionar físicamente las localidades con regularidad. Como maestro de los caballos, los viajes eran responsabilidad del mariscal. Todo en la casa noble estaba diseñado para viajar, para que el señor pudiera disfrutar del mismo lujo dondequiera que fuera.
Particularmente para los reyes, la itinerancia era una parte vital del gobierno, y en muchos casos los reyes dependían de la hospitalidad de sus súbditos para el mantenimiento mientras estaban en el camino. Esto podía ser un asunto costoso para las localidades visitadas; no únicamente había que atender a la gran casa real, sino también a toda la administración real. Hacia el final del período medieval, cuando mejoraron los medios de comunicación, las familias, tanto nobles como reales, se centraron de forma más permanente en una residencia.

### Variaciones regionales

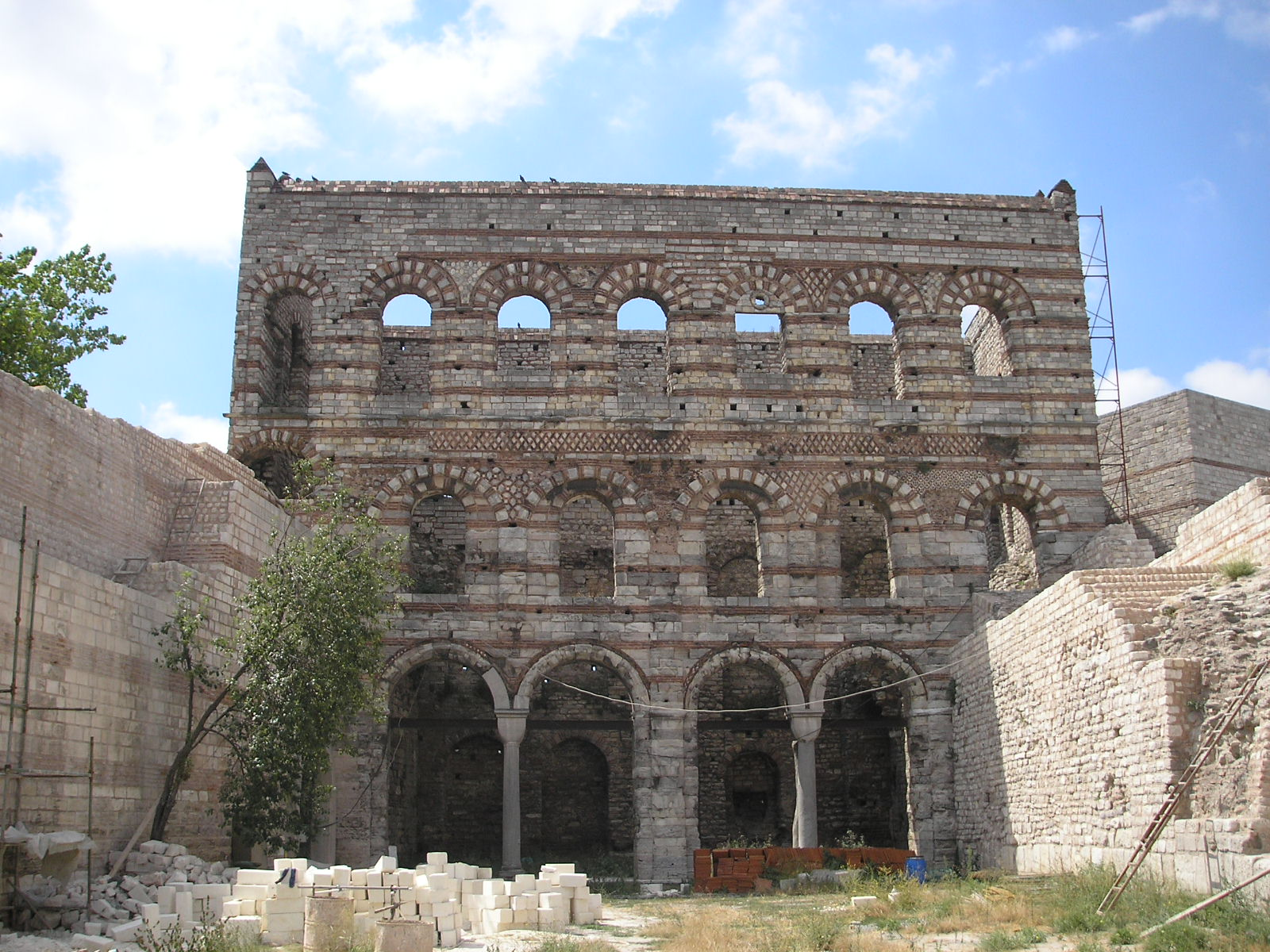
Las ruinas bizantinas del Palacio de los Porfirogenetas en Estambul.

La sociedad aristocrática centrada en el castillo se originó, al igual que gran parte de la cultura medieval en general, en la Francia carolingia, y desde allí se extendió por la mayor parte de Europa occidental. En otras partes de Europa, la situación era diferente. En las franjas norte y oeste del continente, la sociedad estaba basada en los parientes más que en el feudalismo, y los hogares se organizaban en consecuencia a ello.
En Irlanda, la base de la organización social era el sept, un clan que podía comprender hasta 250 hogares, o 1250 individuos, todos relacionados de alguna manera. En la Escandinavia de la época vikinga, los arreglos de vivienda eran más humildes que los de la Francia o Inglaterra contemporáneas, pero también aquí los grandes señores poseían grandes salones donde podían recibir a un gran número de invitados.
En el Imperio bizantino, los esclavos fueron empleados hasta el final del Imperio, al igual que los eunucos. Poco se sabe de los arreglos de vivienda de los bizantinos, ya que quedan muy pocos edificios. Por las pruebas históricas y arquitectónicas se sabe que, aunque los castillos eran raros, los ricos vivían en palacios de diversa magnitud, con capillas y jardines, y ricas decoraciones de mosaicos y frescos.

## Hogares comunes

### Rural
Los hogares de las familias campesinas medievales eran naturalmente más pequeños que los de la aristocracia, y como tales se parecían más a los hogares modernos. Los patrones de matrimonio fluctuaron mucho en el curso de la Edad Media. Aunque la mayoría de las pruebas disponibles se refieren a las clases altas, y la fuente de material para el sur de Europa es más rica que para el resto, todavía es posible hacer algunas generalizaciones aproximadas. Parece claro que el patrón de la edad media de matrimonio durante la Alta Edad Media era relativamente tardío, —a mediados de la década de los veinte años de edad— y bastante igual para hombres y mujeres. La razón de esto se puede encontrar en las tradiciones traídas de las tribus germánicas, pero también en el hecho de que la habitación se limitaba a pequeñas áreas, un factor que imponía restricciones al crecimiento de la población.
A medida que se ganaban más tierras para el cultivo, esta tendencia cambió. Durante la Alta y Baja Edad Media, las mujeres se casaban cada vez más en la adolescencia, lo que provocaba un aumento de las tasas de natalidad. Aunque las mujeres se casaban una vez alcanzada la edad reproductiva, los hombres tenían que poseer medios de subsistencia independientes —para poder mantener una familia—  antes de contraer matrimonio. Por esta razón, la edad media de matrimonio de los hombres se mantuvo alta, entre mediados y finales de la década de los veinte años.
Aunque los hogares campesinos eran significativamente más pequeños que los aristocráticos, los más pudientes también empleaban sirvientes. El servicio era una parte natural del ciclo de la vida, y era común que los jóvenes estuvieran algunos años fuera de casa al servicio de otro hogar, de esta manera aprenderían las habilidades necesarias más tarde en la vida, y al mismo tiempo ganarían un salario. Esto era particularmente útil para las chicas, que podían destinar las ganancias a su dote.
Las casas rurales medievales eran de mala calidad comparadas con las casas modernas. El suelo era normalmente de tierra, y había muy poca ventilación o fuentes de luz en forma de ventanas. Además de los habitantes humanos, también residían en la casa varios animales de ganado. Sin embargo, hacia el final del período medieval, las condiciones mejoraron en general. Las casas rurales se hicieron más grandes, y se hizo más común tener dos habitaciones, e incluso un segundo piso.

### Urbano
El mundo medieval era una sociedad mucho menos urbana que el Imperio romano o el mundo moderno. La caída del Imperio romano había causado una catastrófica despoblación de los pueblos y ciudades que habían existido dentro de él. Entre los siglos X y XII, sin embargo, se produjo un resurgimiento de la ciudad europea, con un aumento de la urbanización de la sociedad.
La práctica de enviar a los niños a actuar como sirvientes era aún más común en las ciudades que en el campo. Los habitantes de las ciudades se ganaban la vida en gran medida como comerciantes o artesanos, y esta actividad estaba estrictamente controlada por los gremios. Los miembros de estos gremios empleaban a su vez a jóvenes —principalmente varones— como aprendices, para que supieran el oficio y más tarde tomaran ellos mismos un puesto como miembros del gremio.

## Perspectivas posteriores

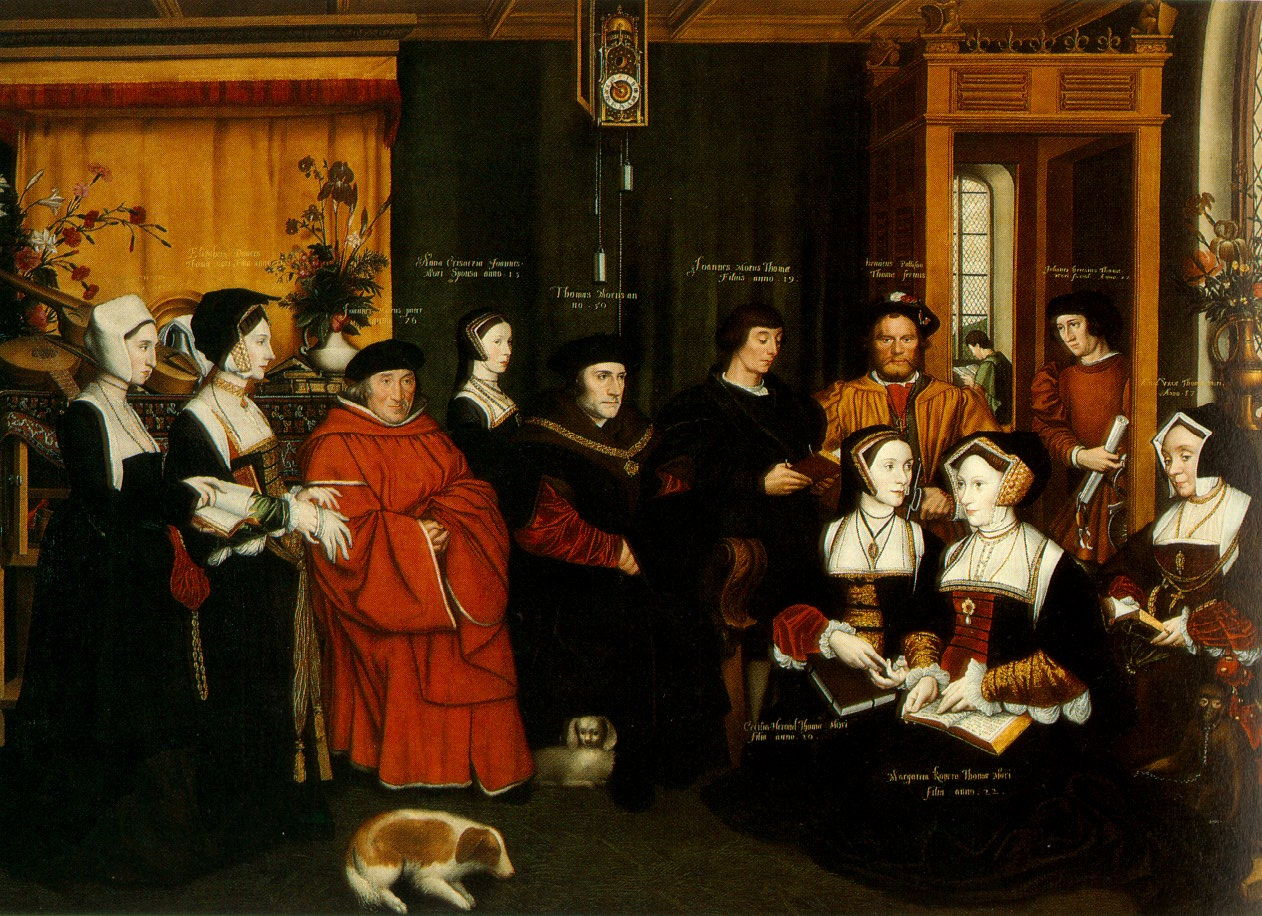
Thomas More con su familia —pintado por Holbein— presentando una imagen ideal del hombre de familia de los primeros tiempos modernos.

Hacia el final de la Edad Media, las funciones y la composición de los hogares comenzaron a cambiar. Esto se debió principalmente a dos factores. En primer lugar, la introducción de la pólvora en el campo de batalla hizo que el castillo fuera una defensa menos efectiva, y eliminó la función militar del hogar. El resultado fue un hogar más centrado en el confort y el lujo, y con una proporción significativamente mayor de mujeres.
El segundo factor que provocó el cambio fue la temprana ascensión moderna del individuo, y el enfoque en la privacidad.Ya en la Edad Media tardía los castillos habían empezado a incorporar un número creciente de salas privadas, para uso tanto del señor como de sus sirvientes. Una vez que el castillo fue desechado en beneficio de los palacios o casas señoriales, esta tendencia se reforzó. Esto no significó el fin del empleo de sirvientes domésticos, ni siquiera en todos los casos una reducción del personal doméstico. Lo que sí significó, sin embargo, fue un reajuste por el cual la familia —en un sentido genealógico— se convirtió en la piedra angular del hogar.